# Zemljopis Kosova
Albanija je država u Europi na Balkanskom poluotoku. 
Graniči na sjeverozapadu s Crnom Gorom u dužini od 186 km, s Kosovom na sjeveroistoku 112 km, sa Sjevernom Makedonijom na sjeveru i istoku 181 km i Grčkom 212 km na jugu i jugoistoku. Duljina albanske obalne crte na Jadranskom i Jonskom moru je 476 km.

## Klima
Albanija ima velik broj klimatskih područja na malom prostoru. Obalna nizina ima tipičnu mediteransku klimu, visoravni imaju mediteransku kontinentalnu klimu. U nizinama i unutrašnjosti, vrijeme znatno varira od sjevera prema jugu. Nizine imaju blage zime, u prosjeku oko 7 °C, ljetne temperature prosječno su oko 32 °C s malo vlage. U južnim nizinama temperatura je u prosjeku oko 5 °C zimi i 30 °C tijekom ljeta.
Klima u unutrašnjosti zemlje ovisi o visini. Niske zimske temperature u planinama su uzrokovane kontinentalnim masama zraka koji dominira u istočnoj Europi i na Balkanu. Sjeverac i sjeveroistočni vjetrovi često pušu. Prosječne ljetne temperature su niže nego u obalnim područjima, a mnogo manje na većim visinama. 
Prosječna količina oborina je različita u svakom kraju, a najviše kiše padne u središnjim visoravnima. Gotovo 95% kiše padne tijekom zime.

## Teren
Oko 70% Albanije je brdovit, ostatak je aluvijalna ravnica, velik dio tla nizine je loše kvalitete. Dolina je često negostoljubiva kao i planina. Dobra tla s pouzdanim oborinama nalaze se u slivovima i područjima uz jezera na istočnoj granici, te u uskom rasponu s malo povišenim zemljištem između obalnih ravnica i unutarnjih planinama.

## Vode
Najduža rijeka u Albaniji je Drim, ostale veće rijeke su Seman, Bojana, Mat, Ishëm, Vjosë sve ove rijeke se ulijevaju u Jadransko more, dok se u Jonsko more ulijeva Bistricë. Albanija ima tri velika jezera koja se nalaze na njezinim granicama Skadarsko jezero je na sjeveru zemlje na granici s Crnom Gorom, Ohridsko jezero je na istoku na granici sa Sjevernom Makedonijom dok se Prespansko jezero nalazi na tromeđi Grčke, Albanije i Sjeverne Makedonije.